# William Lawrence Adrian
William Lawrence Adrian (* 16. April 1883 in Sigourney, Iowa, USA; † 13. Februar 1972 in Nashville, Tennessee) war Bischof von Nashville.

## Leben
William Lawrence Adrian besuchte das St. Ambrose College in Davenport. Adrian studierte Katholische Theologie und Philosophie am Päpstlichen Nordamerika-Kolleg in Rom. Er empfing am 29. Mai 1926 das Sakrament der Priesterweihe für das Bistum Davenport.
Am 6. Februar 1936 ernannte ihn Papst Pius XI. zum Bischof von Nashville. Der Apostolische Delegat in den Vereinigten Staaten, Erzbischof Amleto Giovanni Cicognani, spendete ihm am 16. April desselben Jahres die Bischofsweihe; Mitkonsekratoren waren der Bischof von Davenport, Henry Patrick Rohlman, und der Bischof von Trenton, Moses Elias Kiley.
Am 4. September 1969 trat William Lawrence Adrian als Bischof von Nashville zurück und Papst Paul VI. ernannte ihn zum Titularbischof von Elo. Adrian verzichtete am 13. Januar 1971 auf das Titularbistum Elo.